# Данка Нововић
Слободанка Данка Нововић (Прокупље, 18. септембар 1944—Београд, 14. јул 2019) била је југословенска и српска водитељка која је радни век провела на Телевизији Београд.

## Биографија
Рођена је 18. септембра 1944. године у Прокупљу, живела је у Урошевцу, а након тога се преселила у Београд.
Први разред основне школе завршила је у Доњој Коњуши, а након смрти оца 1951. године, преселила се са мајком код родбине у Урошевац. Крајем лета 1953. године сели се у Београд, са мајком и браћом. Као дете тренирала је гимнастику, рукомет и фолклор, а певала је и у школском хору. Њен старији брат Слободан свирао је у музичкој групи Монтенегро 5.
Током похађања основне школе интересовала за глуму, рецитовала је и певала на школским приредбама. Завршила је Шесту београдску гимназију, у којој је била првакиња у гимнастици и током које је певала у бенду Аљаски дечаци.  Студирала је Правни и Филозофски факултет у Београду, који није завршила.
Преминула је у Клиничко-болничком центру „Бежанијска коса“ у Београду, 14. јула 2019. године. Кремирана је 19. јула 2019. године на Новом гробљу у Београду.

## Каријера
Пре посла водитељке, певала је италијанске канцоне, џез и рокенрол у првом Омладинском клубу у Београду, заједно са Мињом Суботом.
Била је чланица дечјег драмског студија Бате Миладиновића на Радију Београд, пријавила се на конкурс за најављивачицу програма на Телевизији Београд, где је изабрана међу 200 кандидаткиња, заједно са још три девојке. Телевизијску каријеру започела је 1963. године након двоипогодишње припреме, када је заменила болесну колегиницу у најави програма. Пензионисала се 2003. године, на крају каријере радила је као уредница Првог и Трећег дневника, али је себе сматрала спикерком.
Године 2008. заједно са Ољом Ракић и Бојаном Кесић на Фокс телевизији покренула је емисију „После кафе”.
Добитница је великог броја награда, укључујући шест спикерских и уметничких награда  „Гордана Бонети” и награду за неговање језичке културе „Радмила Видац”.
Појавила се у југословенском филму Чувар плаже у зимском периоду из 1976. године.
Српски певач народне музике и композитор Тома Здравковић посветио јој је песму под називом „Данка”.